# Primera ronda de la clasificación de AFC para la Copa Mundial de Fútbol de 2022 y la Copa Asiática 2023
La Primera ronda de la Clasificación de AFC para la Copa Mundial de Fútbol de 2022 fue la etapa que determinó a los clasificados a la Segunda ronda del torneo clasificatorio de la Confederación Asiática de Fútbol (AFC). Los partidos de ida se jugaron el 6 y 7 de junio y los partidos de vuelta el 11 de junio de 2019. Esta fase también hizo las veces de la Primera ronda de la clasificación para la Copa Asiática 2023.

## Sorteo
El sorteo de la primera ronda se realizó el 17 de abril de 2019 a las 11:00 hora local (UTC+8) en la sede de la AFC en Kuala Lumpur, Malasia, en el estuvieron involucrados las 12 selecciones asiáticas con el ranking FIFA más bajo correspondiente a abril de 2019. Previo al sorteo se distribuyeron a las doce selecciones en dos bombos, los equipos ubicados del puesto 35 al 40 en el bombo 1 y los equipos del 41 al 46 en el bombo 2, esto según la lista de equipos participantes.
Entre paréntesis se indica el puesto de cada selección en el ranking FIFA tomado en cuenta.
| Bombo 1                                                                                               | Bombo 2 |
| --- | --- |
| 35. Malasia (168) 36. Camboya (173) 37. Macao (183) 38. Laos (184) 39. Bután (186) 40. Mongolia (187) | 41. Bangladés (188) 42. Guam (193) 43. Brunéi (194) 44. Timor Oriental (195) 45. Pakistán (200) 46. Sri Lanka (202) |

El procedimiento del sorteo fue el siguiente:
- En primer lugar se sorteó un equipo del bombo 1 que fue emparejado con un equipo sorteado del bombo 2 para formar un enfrentamiento.
- La misma mecánica anterior se repitió hasta completar las seis llaves.
- Los equipos del bombo 1 ejercen la localía en los partidos de ida y los equipos del bombo 2 hacen lo propio en los partidos de vuelta.

## Formato de competición
En la primera ronda iniciaron su participación los doce equipos peor ubicados en la lista de equipos participantes, formaron 6 series de 2 equipos y se enfrentan en partidos de ida y vuelta con un sistema de eliminación directa. En cada serie, clasificó a la Segunda ronda el equipo que acumuló mayor puntaje en los dos partidos jugados, si ambos equipos sumaban igual puntaje se aplicaba la regla del gol de visitante para definir al ganador.

## Resultados
| Equipo 1 | Agr. | Equipo 2       | Ida | Vuelta |
| -------- | ---- | -------------- | --- | ------ |
| Mongolia | 3–2  | Brunéi         | 2–0 | 1–2    |
| Macao    | 1–3  | Sri Lanka      | 1–0 | 0–3    |
| Laos     | 0–1  | Bangladés      | 0–1 | 0–0    |
| Malasia  | 12–2 | Timor Oriental | 7–1 | 5–1    |
| Camboya  | 4–1  | Pakistán       | 2–0 | 2–1    |
| Bután    | 1–5  | Guam           | 1–0 | 0–5    |

- Las horas indicadas corresponden al huso horario local de cada ciudad sede.

### Mongolia - Brunéi
| Ida; 6 de junio de 2019 | Mongolia                      | 2:0 (1:0) | Brunéi | Centro de Fútbol de la FFM, Ulán Bator                     |                                                            |
| 17:00 (UTC+8)           | Tsedenbal 10' · Nyam-Osor 69' | Reporte   |        | Asistencia: 1685 espectadores Árbitro(s): Pranjal Banerjee | Asistencia: 1685 espectadores Árbitro(s): Pranjal Banerjee |

| Vuelta; 11 de junio de 2019 | Brunéi         | 2:1 (2:0) (Global 2:3) | Mongolia             | Estadio Nacional, Bandar Seri Begawan                            |                                                                  |
| 20:15 (UTC+8)               | Ramlli 4', 34' | Reporte                | Tsedenbal 47' (pen.) | Asistencia: 17 210 espectadores Árbitro(s): Ahmad Yacoub Ibrahim | Asistencia: 17 210 espectadores Árbitro(s): Ahmad Yacoub Ibrahim |

### Macao - Sri Lanka
| Ida; 6 de junio de 2019 | Macao      | 1:0 (0:0) | Sri Lanka | Zhuhai Sports Center Stadium, Zhuhai, China |                          |
| 19:30 (UTC+8)           | Duarte 52' | Reporte   |           | Árbitro(s): Kim Dae-yong                    | Árbitro(s): Kim Dae-yong |

| Vuelta; 11 de junio de 2019 | Sri Lanka | 3:0 (Global 3:1) | Macao | Estadio Sugathadasa, Colombo   |                                |
| 15:30 (UTC+5:30) |           | Reporte          |       | Árbitro(s): Çarymyrat Kurbanov | Árbitro(s): Çarymyrat Kurbanov |
| Para la vuelta, el combinado macaense se negó a jugar la revancha en Sri Lanka, país en el que murieron cerca de 300 personas en abril por ataques terroristas. Pese a las gestiones realizadas ante FIFA para disputar ese cotejo en cancha neutral, se mantuvo la postura de Sri Lanka. Por tal motivo, la federación de Macao decidió no presentarse porque no podía garantizar la seguridad de sus jugadores. FIFA le otorgó el cotejo perdido a Macao por 3–0. |           |                  |       |                                |                                |

### Laos - Bangladés
| Ida; 6 de junio de 2019 | Laos | 0:1 (0:0) | Bangladés | Nuevo Estadio Nacional, Vientián                      |                                                       |
| 18:30 (UTC+7)           |      | Reporte   | Hasan 71' | Asistencia: 4572 espectadores Árbitro(s): Ho Wai Sing | Asistencia: 4572 espectadores Árbitro(s): Ho Wai Sing |

| Vuelta; 11 de junio de 2019 | Bangladés | 0:0 (Global 1:0) | Laos | Estadio Nacional, Daca                                    |                                                           |
| 19:00 (UTC+6)               |           | Reporte          |      | Asistencia: 7453 espectadores Árbitro(s): Timur Faizullin | Asistencia: 7453 espectadores Árbitro(s): Timur Faizullin |

### Malasia - Timor Oriental
| Ida; 7 de junio de 2019 | Malasia                                                                 | 7:1 (4:0) | Timor Oriental | Estadio Nacional, Kuala Lumpur                            |                                                           |
| 20:45 (UTC+8)           | Corbin-Ong 12' · Fikri 23' · Talaha 43' · Safawi 45+1', 59' · Nasir 78' | Reporte   | Freitas 52'    | Asistencia: 4244 espectadores Árbitro(s): Sherzod Kasimov | Asistencia: 4244 espectadores Árbitro(s): Sherzod Kasimov |

| Vuelta; 11 de junio de 2019 | Timor Oriental | 1:5 (0:3) (Global 2:12) | Malasia                                        | Estadio Nacional, Kuala Lumpur, Malasia                  |                                                          |
| 20:45 (UTC+8)               | Gama 72'       | Reporte                 | Fikri 10', 17', 64' · Sumareh 37' · Rashid 55' | Asistencia: 12 776 espectadores Árbitro(s): Yusuke Araki | Asistencia: 12 776 espectadores Árbitro(s): Yusuke Araki |

### Camboya - Pakistán
| Ida; 6 de junio de 2019 | Camboya                       | 2:0 (0:0) | Pakistán | Estadio Olímpico, Nom Pen                               |                                                         |
| 18:30 (UTC+7)           | Chanthea 81' · Sokumpheak 84' | Reporte   |          | Asistencia: 33 706 espectadores Árbitro(s): Shaun Evans | Asistencia: 33 706 espectadores Árbitro(s): Shaun Evans |

| Vuelta; 11 de junio de 2019 | Pakistán          | 1:2 (1:0) (Global 1:4) | Camboya                  | Estadio Al-Ahli, Doha, Catar                          |                                                       |
| 19:00 (UTC+3)               | Bashir 18' (pen.) | Reporte                | Rosib 64' · Bunheing 89' | Asistencia: 300 espectadores Árbitro(s): Hanna Hattab | Asistencia: 300 espectadores Árbitro(s): Hanna Hattab |

### Bután - Guam
| Ida; 6 de junio de 2019 | Bután     | 1:0 (1:0) | Guam | Estadio Changlimithang, Timbu                             |                                                           |
| 18:00 (UTC+6)           | Dorji 35' | Reporte   |      | Asistencia: 8000 espectadores Árbitro(s): Omar Al-Yaqoubi | Asistencia: 8000 espectadores Árbitro(s): Omar Al-Yaqoubi |

| Vuelta; 11 de junio de 2019 | Guam                                                  | 5:0 (2:0) (Global 5:1) | Bután | National Training Center, Dededo                       |                                                        |
| 15:15 (UTC+10)              | Lagutang 23' · Cunliffe 27', 82', 90+4' · Malcolm 51' | Reporte                |       | Asistencia: 1029 espectadores Árbitro(s): Yu Ming-hsun | Asistencia: 1029 espectadores Árbitro(s): Yu Ming-hsun |

## Goleadores
- 4 goles

| - Shahrel Fikri |

- 3 goles

| - Jason Cunliffe |

- 2 goles

| - Razimie Ramlli - Akhyar Rashid | - Safawi Rasid - Norjmoogiin Tsedenbal |  |

- 1 gol

| - Robiul Hasan - Tshering Dorji - Kouch Sokumpheak - Reung Bunheing - Sath Rosib - Sieng Chanthea | - Isiah Lagutang - Shane Malcolm - Filipe Duarte - La'Vere Corbin-Ong - Faiz Nasir - Norshahrul Idlan | - Mohamadou Sumareh - Nyam-Osor Naranbold - Hassan Bashir - Rufino Gama - João Pedro |